# Michael Moore Hates America
Michael Moore Hates America ist ein US-amerikanischer Dokumentarfilm von Michael Wilson über den Filmemacher Michael Moore. Der Film kritisiert verschiedene Aspekte an Michael Moore und seinen Dokumentationen.
Michael Moore Hates America wurde erstmals am 12. September 2004 in Dallas beim American Film Renaissance gezeigt, einem als politisch konservativ geltenden Filmfestival.

## Inhalt
Der Film beginnt mit einer Kritik an Michael Moores angeblich fehlenden Patriotismus. Moore wird zitiert, wie er in einem Interview sagt: „That’s the worst thing you can do, to become like America“ (Das ist das schlechteste, was du machen kannst: So zu werden wie Amerika). Ihm wird Selbsthass und ein übertriebenes Selbstwertgefühl vorgeworfen. Bei einer späteren Begegnung von Michael Moore und Michael Wilson werfen sich beide gegenseitig vor, Amerika zu hassen.
Penn Jillette spricht einen weiteren Kritikpunkt an: Er glaubt, dass Michael Moore der Meinung ist, dass der Zweck die Mittel heiligt, d. h., dass er seiner politischen Überzeugung eine höhere Priorität zuweist, als einer ausgewogenen und fairen Darstellung von Problemen.
Michael Moore Hates America greift Szenen aus Moores Filmen (insbesondere Roger & Me und Bowling for Columbine) auf und zeigt manipulative Stellen: So wurden mehrere Reden von Charlton Heston zusammen geschnitten, so dass sich dem Zuschauer der Eindruck vermittelt, dass es sich nur um eine spezifische Rede – nämlich die nach dem Amoklauf an der Columbine High School – handelt. In einer anderen Szene aus Bowling for Columbine betritt Michael Moore eine Bank, in der es als Geschenk für das Eröffnen eines Bankkontos ein Gewehr gibt. Er sucht sich ein Gewehr aus und verlässt triumphierend, mit der Schusswaffe in den Händen die Bank. Wie die Beteiligten in einem Interview mit Wilson deutlich machen, geschah die Waffenausgabe in der Bank jedoch nur auf Bitten von Michael Moore. Dieser bestreitet heftig, manipulative Methoden in seinem Film verwendet zu haben.
Um ein Interview mit dem Stadtdirektor Pete Auger zu bekommen, verwendet Wilson schließlich selbst eine Lüge. Der Film beschreibt jedoch, wie Penn Jillette ihn überzeugt, dass er dadurch zu dem wird, was er eigentlich kritisiert. Wilson entschuldigt sich daraufhin schriftlich bei Auger.
Ein weiterer Kritikpunkt ist, dass Moore angeblich keine Lösungen zu den angesprochenen Fragen anbietet und somit für Resignation in der amerikanischen Bevölkerung sorgt.
Während des Filmes wird gezeigt, wie Wilson versucht, einen Interviewtermin mit Michael Moore zu bekommen (ähnlich wie sich Moore in Roger & Me um ein Interview mit Roger Smith bemüht). Michael Moore war nicht bereit, ein Interview zu geben.

## Auszeichnungen
Michael Moore Hates America wurde beim New York International Independent Film and Video Festival 2005 für den Audience Award in der Kategorie „Bester Dokumentarfilm“ nominiert.

## Ähnliche Filme
- Manufacturing Dissent: Ein ähnlicher Film, der allerdings den Schwerpunkt weniger auf fehlenden Nationalstolz, sondern eher auf Ungereimtheiten in Moores Darstellung legt.[3]